# Tower 185
Tower 185 — офисный небоскрёб, расположенный по адресу: площадь нем. Friedrich-Ebert-Anlage 35-37, Европейский квартал, район Галлус, город Франкфурт-на-Майне, земля Гессен, Германия. Имея высоту 204 метра, является 4-м по высоте зданием не только города, но и всей страны, 22-м по высоте в Евросоюзе и 44-м по высоте в Европе (включая Россию).

## Описание
Небоскрёб получил своё имя, так как планировался высотой 185 метров (50 этажей), однако уже в процессе строительства, в июне 2010 года, проектируемая высота была увеличена до 204 метров, а количество этажей до 55, но название менять не стали. Главный арендатор здания — PricewaterhouseCoopers, который занимает 66 000 м² помещений. Небоскрёб состоит из трёх частей, вплотную прилегающих друг к другу: два параллелепипеда, стоящих под углом 30° друг к другу, а между ними округлая стеклянная башня. Дворик перед главным входом имеет форму подковы. Небоскрёб соответствует всем экологическим стандартам.
Основные характеристики
- Строительство: конец сентября 2008[1] — декабрь 2011
- Высота: 204 м[4] (архитектурная), 185 м (по крыше)
- Этажей: 55[5] + 2 подземных
- Площадь помещений: 100 500 — 116 000 м²
- Лифтов: 10 (макс. скорость 7 м/сек.) + 2 эскалатора
- Парковочных мест: 550—560
- Архитектор: Кристоф Маклер[нем.][1]
- Застройщик: CA Immo Deutschland[нем.]

## История
Разрешение на строительство 185-метрового небоскрёба на этом месте от властей города было получено в 1998 году. После длительного затишья на месте будущего строительства в начале 2007 года начался снос и демонтаж существующих строений. После этого работы замерли вновь до мая 2008 года, так как для реализации проекта застройщику предстояло выкупить ещё соседний участок земли, находящийся в собственности земли Гессен. После окончания необходимых юридических процедур строительство было начато в сентябре 2008 года. 1 июня 2010 года здание достигло высоты 100 метров, в том же месяце было получено разрешение увеличить высоту небоскрёба до 204 метров, добавив пять этажей. В конце 2010 года была достигнута максимальная расчётная высота. В декабре 2011 года здание было достроено, полное окончание последних отделочных работ произошло в начале 2012 года.

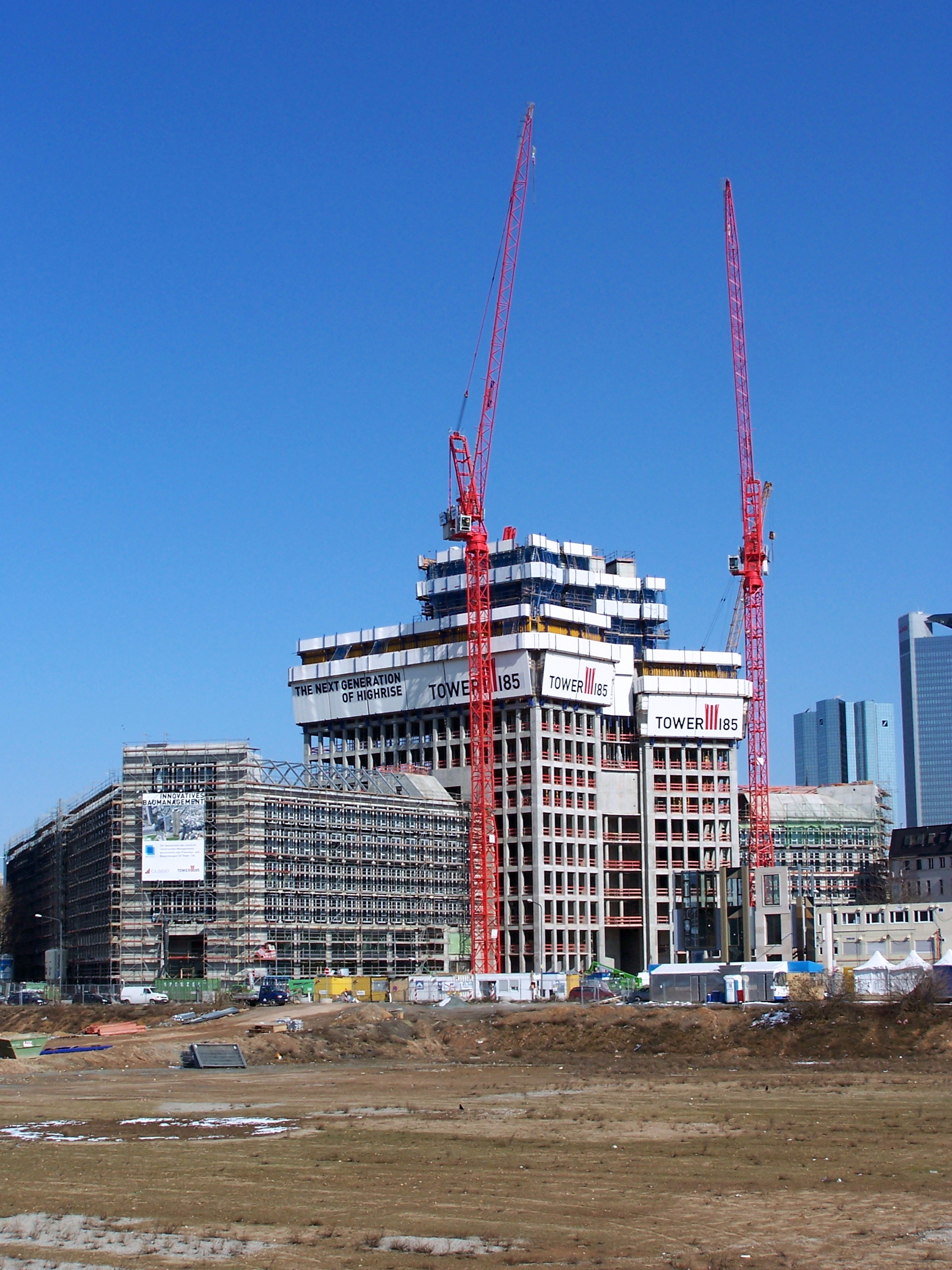
Строительство, март 2010
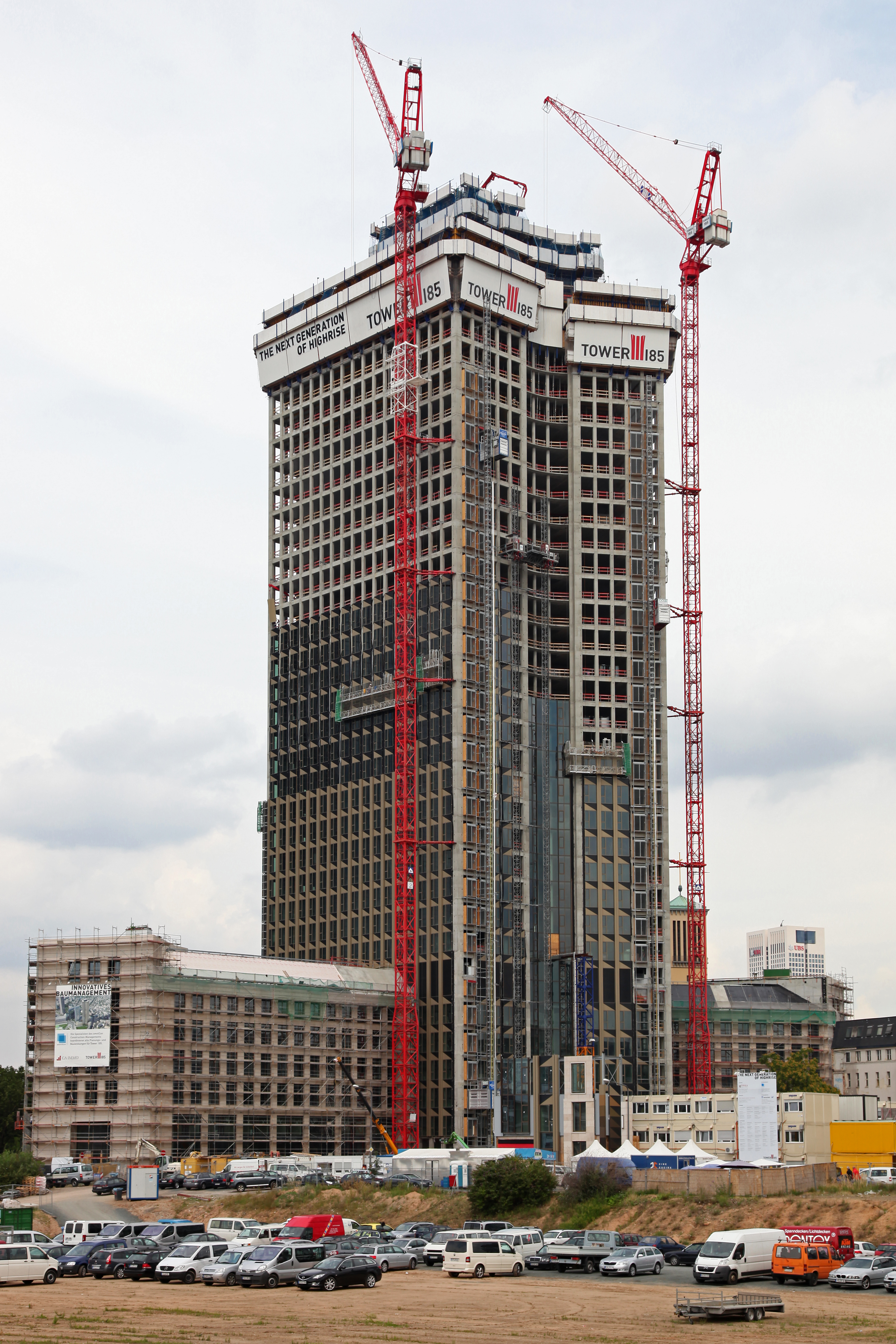
Строительство, август 2010
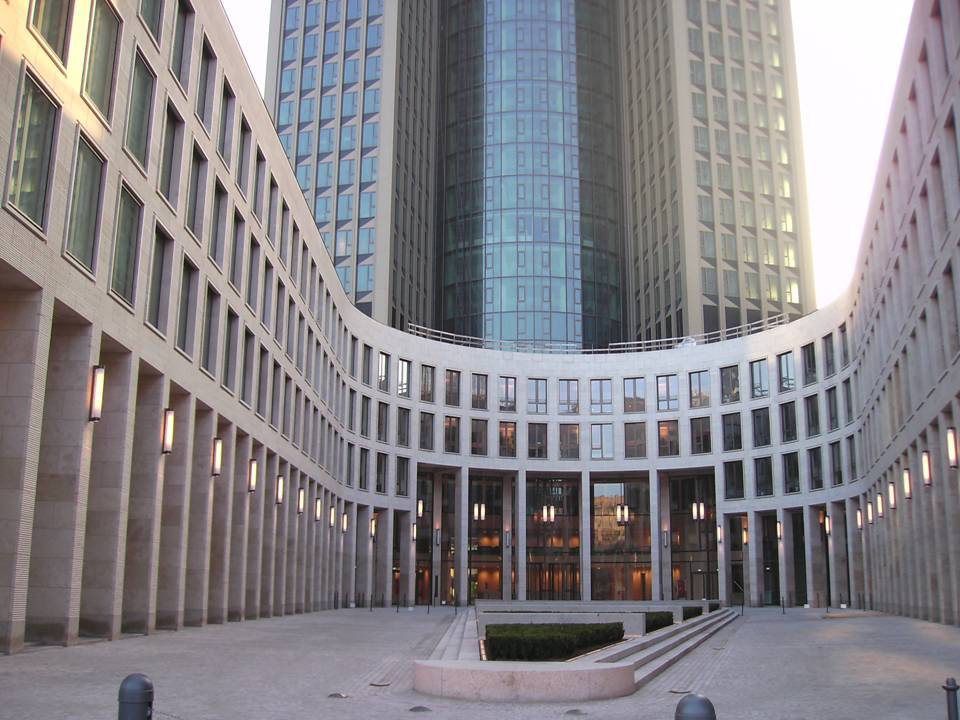
Главный вход
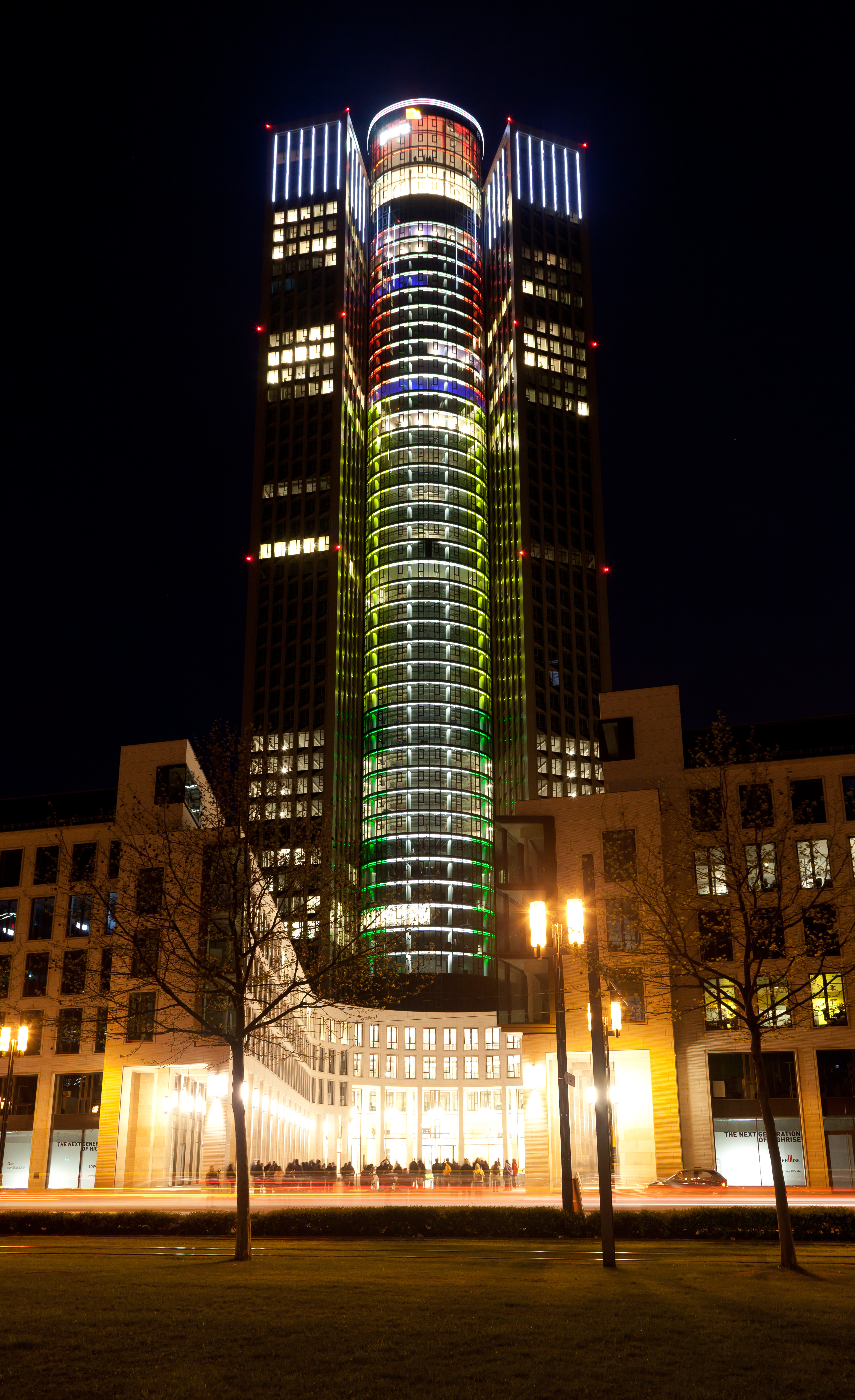
Ночью